# Митов, Тома
Тома Митов Марков— болгарский революционер, член ВМОРО в Петриче.

## Биография
Митов родился в 1882 году в городе Петрич Османской империи (в настоящее время Болгария). Учился в школе в Петриче и в болгарской гимназии в Салониках. В 1899 году стал учителем в средней школе в Петриче. В 1900 году вступил в ВМОРО, а с 1904 года стал членом революционного комитета в Петриче. Его дом был убежищем для местного лидера Мануша Георгиева.
6 февраля 1908 был делегатом районной конференции ВМОРО в Долна-Рибнице. Погиб вместе с Георгиевым в сражении против турецкой армии на следующий день.